# Carl-Harry Stålhane

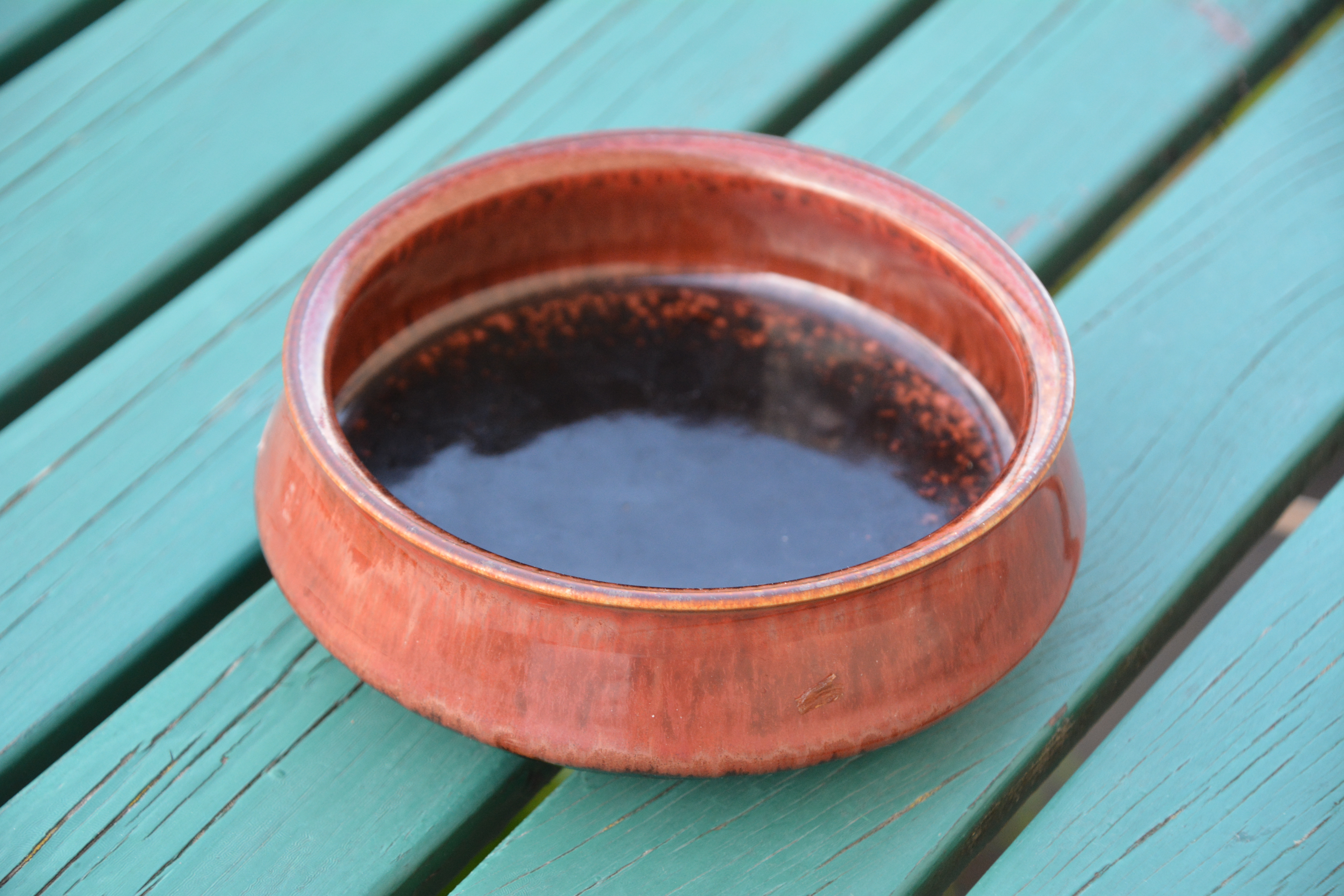
Skål från Rörstrand av Carl-Harry Stålhane.

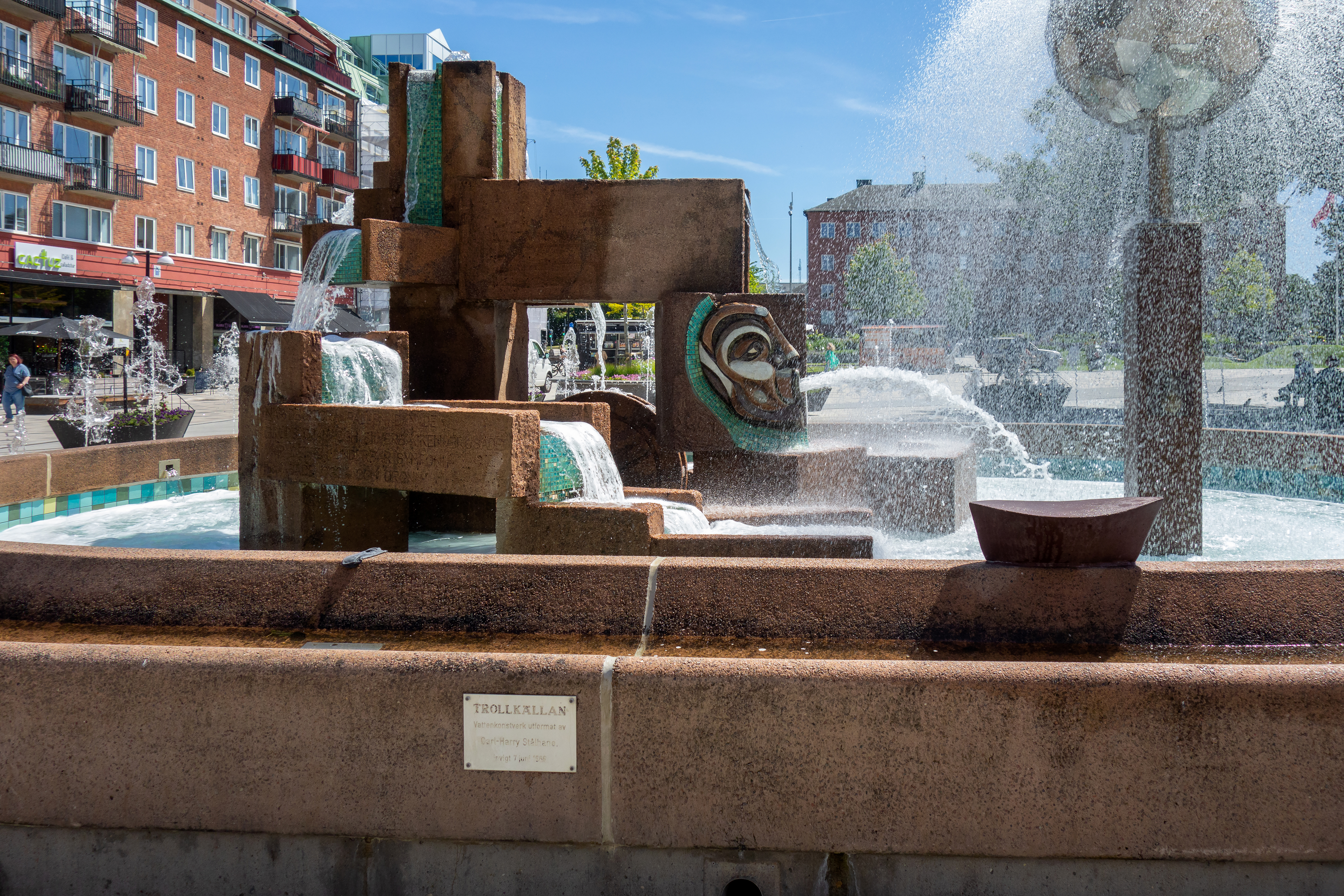
Trollkällan, fontän av Carl-Harry Stålhane på Drottningtorget, Trollhättan

Carl-Harry Ingemar Stålhane, född 15 december 1920 i Mariestad, död 11 april 1990 i Lidköping, var en svensk keramiker, formgivare, skulptör och målare.

## Biografi
Carl-Harry Stålhane var son till köpmannen Carl Vilhelm Hilarius Stålhane och Agnes Elisabeth Lundgren och från 1948 gift med Birgit Ingegerd Dahlin. 
Stålhane studerade fajansmålning vid Rörstrands Porslinsfabrik och anställdes efter avklarade prov som fajansmålare vid fabriken 1939. I mitten av 1940-talet fick han möjlighet att prova på att arbeta med drejskivan vilket resulterade i att han vidareutbildade sig vid Grünewalds målarskola 1944–1946 och för skulptören Ossip Zadkine vid Académie Colarossi i Paris 1947–1948. Efter Paristiden fick han arbeta med formgivning och han skapade först ett stengods i kinesisk klassisk stil med en viss anknytning till Gunnar Nylunds föremål.
Via stadier av fajansmåleri och sirlig glasyrdekor nådde han på 1950-talet fram till en kärv och sluten form chamotterat stengods, bland annat vaser och abstrakta skulpturer med eruptivt fläckiga jordglasyrer. Vid 30 års ålder blev han något av en mästare på stengods och tog över som ledande konstnär efter Gunnar Nylund. I början av 1960-talet arbetade han med tyngre föremål som ofta var modellerade i stället för drejade och hans fyrkantiga former blev vanligare.
Han tecknade också bruksvaror för serieproduktion bland annat formgav han serien Victoria som visades i London 1959 och tillsammans med Aune Laukanen som svarade för dekoren skapade han den spanskinspirerade serien Torro. Han formgav även en stengodsservis exklusivt för Operakällaren i Stockholm. De två sista åren var han även designchef på Upsala Ekeby.
Samtidigt som han var verksam vid Rörstrand utsågs han till huvudlärare i keramik och glas vid Konstindustriskolan i Göteborg, en befattning som han hade på halvtid från 1963 fram till 1971. 
Stålhane flyttade till en egen verksamhet i Designhuset i Lidköping 1973 och där återupptog han sina experiment med lokala leror och mineraler. Här samarbetade han med andra formgivare och drejare, och gjorde själv intressanta glasyrexperiment. Från denna tid hade han också uppdrag för Bing & Grøndahl för vilka han gjorde både dekorer och en stor serie bordslampor.
Separat ställde han ut på Ostermans i Stockholm 1948, Röhsska konstslöjdmuseet 1948, Malmö museum 1949, Gummesons konsthall 1952, Bonniers i New York 1960 och Tokyo 1966. Han var sedan slutet av 1940-talet representerad vid Rörstrands utställningar i Stockholm, Köpenhamn, London och Uppsala. Han medverkade ett flertal gånger på egen hand i Milanotriennalen vilket resulterade i en guldmedalj 1948 och ett hedersdiplom 1951.  
Carl-Harry Stålhane är begravd på Norra begravningsplatsen i Lidköping. 

## Representation
Stålhane utförde för Svenska industritjänstemannaförbundet 1957 reliefen Industri som placerades över huvudentrén till förbundets kontorsbyggnad i Stockholm och för Idrottens hus i Lidköping skapade han 1960 stengodsreliefen Match med idrottsgrenar i abstrakta mönster samt en 12 meter lång stengodsvägg för en skyskrapa i Kansas City. Därefter följde reliefer, stengodsväggar till ett flertal kyrkor, sporthallar och banker samt entréerna till Saabs och Volvos huvudkontor som är bland de mer framträdande. För Karlsborgs fästning utförde han reliefen De som byggde fästningen.
Stålhanes konst finns representerad på bland andra Nationalmuseum i Stockholm, Röhsska konstslöjdmuseet, Nordiska museet, Länsmuseet Gävleborg, Hallands konstmuseum, Bohusläns museum, Vänersborgs museum, Västergötlands museum, Jönköpings läns museum, Malmö museum, Kulturen, Designmuseum Danmark i Köpenhamn, Nordenfjeldske Kunstindustrimuseum i Trondheim, Internationella keramikmuseet i Faenza, Museum of Modern Art i New York, Victoria and Albert Museum och Nasjonalmuseet.